# إد كمانوز (إيموكاي)
إد كمانوز هو دُوَّار يقع بجماعة أربعاء آيت عبد الله، إقليم سيدي إفني، جهة كلميم واد نون في المملكة المغربية. ينتمي الدوّار لمشيخة إيموكاي التي تضم 42 دوار. يقدر عدد سكانه بـ 4 نسمة حسب الإحصاء الرسمي للسكان والسكنى لسنة 2004.

## روابط خارجية
- البوابة الوطنية للجماعات الترابية
- المندوبية السامية للتخطيط